# Équipe de Chypre des moins de 17 ans de football
Maillots
L'équipe de Chypre de football des moins de 17 ans est constituée par une sélection de joueurs chypriotes de moins de 17 ans sous l'égide de la Fédération de Chypre de football.

## Parcours

### Parcours en Championnat d'Europe
| - 1986 : Non qualifiée - 1987 : Non qualifiée - 1988 : Non qualifiée - 1989 : Non qualifiée - 1990 : 1er tour - 1991 : Non qualifiée - 1992 : 1er tour - 1993 : Non qualifiée - 1994 : Non qualifiée - 1995 : Non qualifiée - 1996 : Non qualifiée - 1997 : Non qualifiée - 1998 : Non qualifiée - 1999 : Non qualifiée - 2000 : Non qualifiée - 2001 : Non qualifiée - 2002 : Non qualifiée - 2003 : Non qualifiée |  | - 2004 : Non qualifiée - 2005 : Non qualifiée - 2006 : Non qualifiée - 2007 : Non qualifiée - 2008 : Non qualifiée - 2009 : Non qualifiée - 2010 : Non qualifiée - 2011 : Non qualifiée - 2012 : Non qualifiée - 2013 : Non qualifiée - 2014 : Non qualifiée - 2015 : Non qualifiée - 2016 : Non qualifiée - 2017 : Non qualifiée - 2018 : Non qualifiée - 2019 : Non qualifiée - 2020 - 2021 : Éditions annulées - 2022 : Non qualifiée - 2023 : Non qualifiée |

### Parcours en Coupe du monde
| - 1985 : Non qualifiée - 1987 : Non qualifiée - 1989 : Non qualifiée - 1991 : Non qualifiée - 1993 : Non qualifiée - 1995 : Non qualifiée - 1997 : Non qualifiée - 1999 : Non qualifiée - 2001 : Non qualifiée - 2003 : Non qualifiée |  | - 2005 : Non qualifiée - 2007 : Non qualifiée - 2009 : Non qualifiée - 2011 : Non qualifiée - 2013 : Non qualifiée - 2015 : Non qualifiée - 2017 : Non qualifiée - 2019 : Non qualifiée - 2023 : Non qualifiée |